# 7.º Prêmio Jabuti
O 7º Prêmio Jabuti foi realizado em 1965, premiando obras literárias referentes a lançamentos de 1964.

## Prêmios
Os premiados foram:
| Categoria                                          | Obra                        | Autor                    |
| Personalidade literária do ano                     |                             | Érico Veríssimo          |
| Romance                                            | O coronel e o lobisomem     | José Cândido de Carvalho |
| Biografia e/ou memórias                            | Noturno da Lapa             | Luis Martins             |
| Capista                                            | Contos da Condessa de Segur | Mogens Öve Osterbye      |
| Contos / Crônicas / Novelas                        | Cemitério de elefantes      | Dalton Trevisan          |
| Literatura infantil                                | Zuzuquinho                  | Wanda Myzielsky          |
| Melhor crítica e/ou noticiário literário (jornais) | O Jornal                    | Valdemar Cavalcanti      |
| Poesia                                             | Jeremias sem chorar         | Cassiano Ricardo         |
|                                                    | Os parceiros do Rio Bonito  | Antonio Candido          |
| Teatro                                             | Teatro em progresso         | Décio de Almeida Prado   |

## Ver Também
- Prêmio Prometheus
- Os 100 livros Que mais Influenciaram a Humanidade
- Nobel de Literatura